# Indian Creek (Orange Walk)
Indian Creek ist ein Dorf im Orange Walk District im Nordwesten von Belize in Mittelamerika. Der Ort ist eine Mennoniten-Siedlung und liegt westlich vom New River. Er hatte nach dem Zensus im Jahr 2022 insgesamt 1080 Einwohner.

## Geographie

### Lage
Der Ort liegt westlich der New River Lagoon und die Bäche der Region fließen dem New River zu. An der Lagune liegen auch die Maya-Ruinen von Lamanai. Näher beim Ort befindet sich der Savanna Lake Indian Creek. Westlich des Siedlungsgebiets erstreckt sich die Rio Bravo Conservation Area. Die Mennoniten, die den Ort seit 1988 aufbauen, haben das Gebiet urbar gemacht und planmäßig Straßen angelegt. Die nächstgelegenen Orte sind Indian Church im Osten, Shipyard im Norden und San Felipe im Nordwesten.

### Klima
Nach dem Köppen-Geiger-System zeichnet sich Santa Elena durch ein tropisches Klima mit der Kurzbezeichnung Am aus.

## Geschichte
Der Ort wurde um 1988 von plautdietsch-sprachigen Ooldkolonier-Mennoniten aus Shipyard gegründet. Die Gemeinde besteht aus kleinen Siedlungen, die bei den Mennoniten eigene Namen haben, aber außerhalb der Mennoniten-Gemeinden höchstens als Camp 50 etc. bezeichnet werden.

## Bevölkerung

### Einwohnerstruktur 2022
Nach den Erhebungen des Zensus 2022 lebten im Juli 2022 in Indian Creek 1080 Einwohner.
Die Bevölkerung von Indian Creek teilte sich auf in 562 (52,03 %) männliche und 518 (47,96 %) weibliche Personen, welche in insgesamt 218 Haushalten lebten. Ein durchschnittlicher Haushalt bestand aus sechs Personen. Bei 20 % der Einwohner lag eine Behinderung vor und 15 % der Einwohner waren von einer Langzeiterkrankung betroffen.

### Einwohnerentwicklung
| Quelle: Statistical Institute of Belize |

## Wirtschaft und Infrastruktur

### Verkehr
Von Indian Creek verlaufen Straßen in den Süden nach Hill Bank und im Norden nach Shipyard. Im Nordwesten führt eine Straße nach San Felipe.